# Silvano Benedetti
Silvano Benedetti (* 5. Oktober 1965 in Lucca) ist ein ehemaliger italienischer Fußballspieler auf der Position eines Verteidigers.

## Laufbahn
Seinen ersten Profivertrag erhielt der seinerzeit 17-jährige Benedetti beim FC Turin, bei dem er von 1983 bis 1992 unter Vertrag stand. Um Spielpraxis zu sammeln, wurde Benedetti allerdings zwischen 1984 und 1987 verliehen. So verbrachte er die Saison 1984/85 beim AC Parma, mit dem er am Ende der Saison 1984/85 aus der zweitklassigen Serie B abstieg. In der darauffolgenden Saison 1985/86 spielte er auf Leihbasis für den Aufsteiger SSC Palermo ebenfalls in der zweiten Liga und schaffte mit den Sizilianern den Klassenerhalt. Die Saison 1986/87 verbrachte er beim Erstliga-Aufsteiger Ascoli Calcio und schaffte mit der Mannschaft aus den Marken ebenfalls den Klassenerhalt. Außerdem gewann die Mannschaft in derselben Saison den Mitropapokal.
Zur Saison 1987/88 wurde der inzwischen spielerisch gereifte Benedetti zum FC Turin zurückbeordert, bei dem er sich bald zum Stammspieler entwickelte und mit dem er alle Höhen und Tiefen des Fußballs erlebte. Zunächst belegte er mit dem „Toro“ in der Abschlusstabelle 1987/88 den siebten Rang; punktgleich mit dem einen Rang besser platzierten Stadtrivalen und Rekordmeister Juventus. In derselben Saison gelang es im Pokalwettbewerb ferner, den ungeliebten Stadtrivalen im Halbfinale zu eliminieren. Das Pokalfinale wurde dann aber knapp gegen Sampdoria Genua verloren.
Am Ende der folgenden Saison 1988/89 folgte der Abstieg aus der Serie A, dem allerdings 1989/90 die Meisterschaft der zweiten Liga und der damit verbundene unmittelbare Wiederaufstieg folgte.
Die erste Saison 1990/91 nach dem Wiederaufstieg wurde auf dem fünften Rang (vor Juventus) abgeschlossen und Benedetti konnte bereits zum zweiten Mal den Mitropapokal gewinnen. In der darauffolgenden Saison 1991/92 gelang sogar der dritte Rang in der italienischen Meisterschaft (wenngleich diesmal wieder hinter dem Vizemeister Juventus platziert) und der Einzug in die Finalspiele um den UEFA-Pokal. Der Titelgewinn blieb dem „Toro“ und seinem beide Finalspiele durchspielenden Verteidiger Benedetti allein aufgrund der Auswärtstorregel (2:2 und 0:0) gegen Ajax Amsterdam versagt.
1992 wechselte Benedetti zur AS Rom, mit der er das Pokalfinale 1993 ausgerechnet gegen seinen vorherigen Verein erreichte, der diesmal als Sieger vom Platz ging. Dazu trug unter anderem auch das Eigentor bei, das Benedetti in der Anfangsphase des Hinspiels vor dem ihm vertrauten Turiner Publikum unterlief.
Nach 3 Jahren bei der AS Rom wechselte Benedetti 1995 zum Drittligisten US Alessandria Calcio und ein Jahr später zur ASD Chieri Calcio 1955, bei der er seine aktive Laufbahn im Jahr 2000 beendete.

## Erfolge

### National
- Italienischer Pokalfinalist: 1988, 1993
- Italienischer Zweitligameister: 1990

### International
- Mitropapokalsieger: 1987, 1991
- UEFA-Pokalfinalist: 1992